# チコ・オフォエドゥ
チコ・オフォエドゥ（Chico Ofoedu、1992年11月12日 - ）は、ナイジェリアのサッカー選手。ポジションはFW。

## 来歴
地元エヌグのエヌグ・レンジャーズでキャリアをスタート。
2012年夏、トルコリーグの1461トラブゾンと契約した。 
2013年夏、カルシュヤカSKに移籍。2014年12月10日、度重なる規律違反によりクラブがオフォエドゥとの契約を解除したと発表。
2015年1月13日、サムスンスポルはオフォエドゥと1年半契約を締結したと発表した。サムスンスポル退団後はエスキシェヒルスポルでプレー。
2018年7月17日、イスラエル・プレミアリーグのマッカビ・テルアビブFCと契約を結んだ。2019-20シーズン終了後、クラブとの契約を延長せず退団。
2021年1月21日、J1リーグのサガン鳥栖に加入することが発表された。2022年2月25日、契約解除に伴い退団。

## Jリーグでの個人成績
| 国内大会個人成績 | 国内大会個人成績 | 国内大会個人成績 | 国内大会個人成績 | 国内大会個人成績 | 国内大会個人成績 | 国内大会個人成績 | 国内大会個人成績 | 国内大会個人成績 | 国内大会個人成績 | 国内大会個人成績 | 国内大会個人成績 |
| 年度             | クラブ           | 背番号           | リーグ           | リーグ戦         | リーグ戦         | リーグ杯         | リーグ杯         | オープン杯       | オープン杯       | 期間通算         | 期間通算         |
| 年度             | クラブ           | 背番号           | リーグ           | 出場             | 得点             | 出場             | 得点             | 出場             | 得点             | 出場             | 得点             |
| 日本             | 日本             | 日本             | 日本             | リーグ戦         | リーグ戦         | リーグ杯         | リーグ杯         | 天皇杯           | 天皇杯           | 期間通算         | 期間通算         |
| ---------------- | ---------------- | ---------------- | ---------------- | ---------------- | ---------------- | ---------------- | ---------------- | ---------------- | ---------------- | ---------------- | ---------------- |
| 2021             | 鳥栖             | 25               | J1               | 1                | 0                | 4                | 1                | 0                | 0                | 5                | 1                |
| 通算             | 日本             | 日本             | J1               | 1                | 0                | 4                | 1                | 0                | 0                | 5                | 1                |
| 総通算           | 総通算           | 総通算           | 総通算           | 1                | 0                | 4                | 1                | 0                | 0                | 5                | 1                |

## タイトル
マッカビ・テルアビブFC
- イスラエル・プレミアリーグ: 2018–19, 2019–20
- トト・カップ: 2018–19